# 夏波夕日
夏波 夕日（なつみ ゆか）は、日本の女性実業家、タレントである。Sun Set グループC.E.O.

## 人物
- 東京都生まれ。父は科学技術研究職、母は元スポーツ選手。
- 小学6年生で新体操のコーチにスカウトされ、フジサンケイ新体操クラブに所属した。新体操選手として体育大学へ進学する。
- 大学2年生で起業。美容や服飾関連のコンサルティング会社経営。
- マーケティングから商品開発（DIAMOND LASH Yuka natsumi edition 等）、貴金属の販売、不動産投資にも着手。
- 美容情報サイト「美容天気」のプロデュースなどを手がける。
- 自身が経営する企業グループの年商は約280億円あるといわれている。
- 日本テレビ「恋のから騒ぎ」レギュラー出演でブレイクする。
- 半生はドラマ「名家に生まれた女社長の半生」としてともさかりえ主演で放送された[1]。
- 化粧品、ダイエット商品、服飾小物などのコラム執筆活動。
- オンデマンド放送、ワンセグ放送の司会を務める。
- 紅麹を使った健康美食パンLaBlanをプロデュース。
- Contents pocket（天気情報などのAPI提供サービス）を開始。
- メイク動画を投稿する動ガール研究生の第1期生メンバーとして活動する。
- 2013年より、CS放送局にてニュース番組のキャスターを務める。

## エピソード
- 愛玩動物飼養管理士の資格を取得して鯉や馬を飼育するなど動物好きが窺える。
- 馬のアンドレが腰痛になってからは、ドーベルマンのシュナイダーと生活する様子が多い。
- サインの後にキスマークを加える(本人は否定）。
- 「男は二股にかけず、天秤にかけるもの」との発言がある[2]。
- 2006年、俳優の黒田アーサーと熱愛報道されるも、所属事務所は否定。「英語の個人レッスンをしていた」と釈明。
- 耳かきが趣味で、頻繁に外耳炎を起こす。
- 車のハンドルは握らない。
- 好きな色は青と白。
- シンプル・スリム・コンパクトがモットー。
- 服はワンピースに限る。ウエストを締め付けられるのが嫌いというのが理由でベルトをしたがらない。手首が締め付けられるのが嫌いで腕時計をしない。足首を締め付けられるのが嫌いでサンダルよりミュールを履く。
- 耳にピアスの穴をあけない主義。
- 嗜好品はロイヤルミルクティー・クロワッサン・まぐろ・サーモン・フェットチーネ・アボカド・チョコレート。
- アロマセラピーやメンタル心理カウンセラーの資格を持っている。

## 出演
- 恋のから騒ぎ（日本テレビ、2003年4月 - 2004年3月）
- ジェネジャン（日本テレビ）
- 花のOLこれで委員会（日本テレビ）
- 壮絶バトル!花の芸能界（日本テレビ）
- 10億の女（日本テレビ）
- 芸恋リアル（日本テレビ）
- ラジかるッ（日本テレビ）
- Oha!4 NEWS LIVE（日本テレビ）
- 2時っチャオ!（TBS系列）
- あしたまにあーな（テレビ朝日）
- おもてなし音楽バラエティ むちゃ∞ブリ!（テレビ東京）
- サタデーバリューフィーバー（テレビ東京）
- THE 団塊裁判ショー（フジテレビ系列）
- イチハチ(毎日放送)
- あさパラ!(讀賣テレビ放送)
- 情報プレゼンター とくダネ!(フジテレビ)
- オトナへのトビラTV(NHK教育)
- Business Plus(BBT／スカパーCS)
- おはよう日本(NHK)

## 雑誌
- GLAMOROUS(講談社)
- Chou Chou(角川書店)
- L'OFFICIEL Japon(アムアソシエイツ)
- ネイルUP！(ブティック社)
- Body+ (実業之日本社)

## ラジオ
- NACK ON TOWN(FM NACK5)

## その他
- YAHOO！ JAPAN Beauty [3]
- happy♪MTV(MTVジャパン)
- model press [4]
- Yuka'style TOKYO(TOKYO 1-seg TV)レギュラー（2011年～）
- Kawaii Beauty Japan (インドネシア語)